# قانون حفاظت از پرندگان مهاجر
قانون حفاظت از پرندگان مهاجر ۱۹۲۹ در ۱۸ فوریه ۱۹۲۹، (که همچنین به عنوان «قانون نوربک-آندرسن» شناخته می‌شود)، کمیسیون حفاظت از پرندگان مهاجر ایالات متحده (MBCC) را ایجاد کرد. هر منطقه از خشکی و / یا آبی توصیه‌شده توسط وزیر کشور می‌تواند برای خرید یا اجاره توسط خدمات ماهی و حیات وحش ایالات متحده و برای تعیین قیمت یا قیمت‌هایی که چنین مناطقی ممکن است خریداری یا اجاره شوند و تأیید شوند.
این کمیسیون ایجاد پناهگاه‌های جدید پرندگان آبزی را مورد بررسی قرار داد. اگرچه شاید به دلیل رکود بزرگ بی‌اهمیت بود، اما این اقدام گام مهمی برای جنبش حفاظت بود.